# Eucheilota diademata
Eucheilota diademata är en nässeldjursart som beskrevs av Paul Torben Lassenius Kramp 1959. Eucheilota diademata ingår i släktet Eucheilota och familjen Lovenellidae. Inga underarter finns listade i Catalogue of Life.